# Kees Waagmeester
Kees Waagmeester (Baarn, 1947) is een Nederlandse journalist en veranderkundige.

## Afkomst en opleiding
Waagmeester werd in 1947 geboren in een domineesgezin in Baarn. Zijn vader was predikant van de Gereformeerde Kerken Vrijgemaakt. Na de middelbare school bezocht hij van 1965 tot 1968 de School voor Meubilerings- en Houtbedrijven (SMH), afdeling Houthandel in Rotterdam. Van 2000 tot 2002 volgde hij een masterstudie in de organisatie- en veranderkunde bij het Sioo, het Interuniversitair centrum voor Ontwikkeling op het terrein van Organisatie- en Veranderkunde.

## Ontwikkelingswerk in Afrika
Waagmeester begon zijn werkzame leven van 1969 tot 1971 als ontwikkelingswerker in het Afrikaanse Ivoorkust, uitgezonden door de Stichting Nederlandse Vrijwilligers (SNV). Van 1981 tot 1983 was hij opnieuw werkzaam in Afrika, waar hij voor Novib van 1981 tot 1983 als adviseur werkte aan een ontwikkelingsproject voor het platteland in Burkina Faso.

## Journalistieke loopbaan
Waagmeester begon zijn journalistieke loopbaan in 1971 als leerling-journalist bij het Dagblad voor Rijn en Gouwe, waar hij binnen korte tijd stadsredacteur voor Alphen aan den Rijn werd. Hij werkte ook korte tijd bij het Dagblad van het Oosten in Almelo. Daarna was hij van 1973 tot 1977 hoofdredacteur van de PPR-Aktiekrant en van 1973 tot 1981 redacteur, resp. chef-redacteur (vanaf 1977) van het opinieweekblad Hervormd Nederland. 
Volgens journalist en schrijver Dick Houwaart boekte Waagmeester in 1975 een opvallend journalistiek resultaat met een goed getimed tweetal interviews met resp. KVP-leider Frans Andriessen en ARP-leider Wim Aantjes in  Hervormd Nederland. Hij legde hiermee niet alleen de onenigheid tussen deze partijen bloot over de grondslagen van de beoogde fusiepartij (het CDA), maar verlengde ook de aanloop naar de uiteindelijke totstandkoming.

## Duurzame ontwikkeling
Van 1983 tot 1993 was hij hoofdredacteur van het opinie-maandblad Onze Wereld, een uitgave van Novib. In het spoor van het VN-rapport Our common future uit 1987. o.l.v. de Noorse premier Gro Harlem Brundtland, besteedde Onze Wereld veel aandacht aan het thema duurzame ontwikkeling. Het betekende de aanloop naar de centrale rol die hij zou vervullen in de communicatie en democratisering van het thema duurzame  ontwikkeling in Nederland.
Medio de negentiger jaren was hij voor de Nationale Commissie voor Internationale Samenwerking en Duurzame Ontwikkeling (NCDO) presentator en gespreksleider van de Nationale Duurzaamheidsdebatten en samensteller van de journalistieke jaarboeken, Kroniek van Duurzaam Nederland.
Deze organisatie was ontstaan na een fusie in 1995 en was de voortzetting van de in 1970 opgerichte Nationale Commissie voor Ontwikkelingsstrategie (NCO), beter bekend als De Commissie Claus, en het Platform voor Duurzame Ontwikkeling (PDO), waarvan Waagmeester vanaf 1993 als directeur werkzaam was.
.

## Lokale politiek en cultuur
Zowel in 1974 als in 1978 werd Waagmeester voor een progressieve lokale partij-combinatie gekozen in de gemeenteraad van Alphen aan den Rijn. 
Ook in zijn latere woonplaats Soest toonde hij zich cultureel geëngageerd. Zo was hij acht jaar (2003-2011) voorzitter van de Culturele Vereniging Artishock, waar hij in 2005 de Salon van de Wijsbegeerte oprichtte. Voorts is hij voorzitter van de Stichting Vrienden Soester Eng.

## Banningvereniging
Waagmeester was van 2003 tot 2013 secretaris van de Banningvereniging en redacteur van het tijdschrift van deze religieus-socialistische vereniging Tijd&Taak. Eerder was hij van 1999 tot 2003 voorzitter van de Arbeidersgemeenschap der Woodbrookers, de voorloper van de Banningvereniging.

## Onderscheiding
Waagmeester werd in 2019 benoemd tot Ridder in de Orde van Oranje-Nassau.

## Privé
Kees Waagmeester en Miek Nelissen trouwden in 1972. Het paar heeft drie zoons. 
De jongste is de journalist Lucas Waagmeester.